# Casalduni
Casalduni é uma comuna italiana da região da Campania, província de Benevento, com cerca de 1.602 ISTAT 2001 habitantes. Estende-se por uma área de 23,19 km², tendo uma densidade populacional de 69,08 hab/km². Faz fronteira com Campolattaro, Fragneto Monforte, Ponte, Pontelandolfo, San Lupo.

## Demografia
| Variação demográfica do município entre 1861 e 2011                               |
|                                                                                   |
| Fonte: Istituto Nazionale di Statistica (ISTAT) - Elaboração gráfica da Wikipedia |